# 韦辰
韦辰是德国下萨克森州的一个市镇。总面积25.10平方公里，总人口1740人，其中男性896人，女性844人（2011年12月31日），人口密度69人/平方公里。